# Дадиани, Дареджан
Дареджа́н Дадиа́ни (груз. დარეჯანი, в российском подданстве — грузинская царица Да́рья Гео́ргиевна; 20 июля 1738, Мегрельское княжество — 8 ноября 1807, Санкт-Петербург, Российская империя) — третья жена царя Ираклия II, в замужестве царица Картли-Кахети с 1762 по 1798 год, царица Кахети с 1750 по 1762 год. Представительница дома Дадиани, мтаваров Мегрелии. В браке родила двадцать три ребёнка. В последние годы правления мужа оказывала значительное влияние на политику и судебные дела в государстве. Она скептически относилась к пророссийской политике царя Ираклия II и его преемника, своего пасынка, царя Георгия XII. Пыталась помешать детям последнего занять престол Картли-Кахети. В 1803 году, вслед за российской аннексией царства Картли-Кахети, вдовствующая царица была насильно перевезена в Россию. Она умерла в Санкт-Петербурге и была похоронена в Александро-Невской лавре.

## Биография

### Ранний брак и потомство
Родилась 20 июля 1738 года в семье князя Кация-Гиорги Дадиани, младшего сына мтавара Мегрелии Бежана Дадиани и княгини Тамары Геловани, из рода эриставов Сванетии. В 1750 году, в возрасте двенадцати лет, её выдали замуж за кахетинского царя Ираклия II. Дареджан стала третьей женой царя, который до брака с ней дважды вдовел. Его вторая супруга, Анна Абашидзе умерла за год до свадьбы Ираклия с мегрельской княжной. Брачные переговоры от имени царя Кахети вела его родственница, картлийская царевна Хорашан, дочь покойного картлийского царя Иессе и жена князя Иессе Амилахвари. Невесту к жениху в Сурами привезли Хорашан и Саба, епископ Ниноцминды. Царь лично встретил будущую супругу. Свадебные торжества в Тифлисе прошли при дворе отца жениха, картлийского царя Теймураза II. После смерти последнего, в 1762 году Ираклий II унаследовал его трон, объединив оба восточно-грузинских царства в единое государство.
Самое раннее упоминание в документах о рождении у Дареджан ребёнка, царевны Елены, относится к 1753 году. С 1755 по 1782 год она родила ещё двадцать два ребёнка. До совершеннолетия дожили лишь тринадцать из них:
- царевна Елена[англ.] (1753 — 1786), сочеталась браком первым браком с царевичем Арчилом Имеретинским[англ.] (ум. 1775), вторым браком с Захарией Андроникашвили (1740 — 1802);
- царевна Мариам[англ.] (1755 — 1828), сочеталась браком с князем Давидом Цицишвили (1749 — 1792);
- царевич Леван (1756 — 1781), эристав Арагви с 1761 года, сочетался браком с княжной Нино Андроникашвили (1766 — после 1816);
- царевна София, умерла в детском возрасте;
- царевич Иоанэ, умер в детском возрасте;
- царевич Юлон (1760 — 1816), претендент на престол Картли-Кахети, сочетался браком с княжной Саломе Амилахвари (1766 — 1827);
- царевна Саломе, умерла в детском возрасте;
- царевич Вахтанг-Алмасхан (1761 — 1814), эристав Арагви с 1781 года, сочетался первым браком с княжной из рода Цулукидзе (до 1784), вторым браком с Мариам Андроникашвили (1769 — 1837/1839);
- царевич Бери (1761/1762 — ?), умер в детском возрасте;
- царевич Теймураз (1762 — 1827), католикос-патриарх Восточной Грузии под именем Антония II с 1788 года;
- царевна Анастасия (1763 — 1838), в 1797 году сочеталась браком с князем Ревазом Эристави (1757 — 1813);
- царевна Кетеван[англ.] (1764 —1840), в 1781 году сочеталась браком с князем Иоанэ I Мухранели (1755 — 1801);
- царевич Сослан-Давид (ок. 1764 — 1767), умер в детском возрасте;
- царевич Соломон (? — 1765);
- царевич Мириан (1767 — 1834), генерал-майор российской армии с 1793 года, в 1814 году сочетался браком с княжной Марией Александровной Хилковой (1788 — 1815);
- царевна Хорашан, умерла в детском возрасте;
- царевич Александр (1770 — 1844), претендент на престол Картли-Кахети, в 1825 году сочетался браком с Мариам Агамалова (1808 — 1882);
- царевич Луарсаб (1772 — ?), умер в детском возрасте;
- царевна Екатерина (1774 — 1818), в 1793 году сочеталась браком с князем Георгием Чолокашвили (1773 — 1806);
- царевна Текле (1776 — 1846), в 1800 году сочеталась браком с князем Вахтангом Орбелиани (1769 — 1812), моурави Сагареджо;
- царевич Фарнаваз (1777 — 1852), в 1795 году сочетался браком с княжной Анной Георгиевной Ксанской (1777 — 1850);
- царевич Арчил (1780 — ?), умер в детском возрасте;
- царевич неизвестный по имени (1782 — ?), умер в детском возрасте.

### Право наследования
Царица стремилась обеспечить правопреемство одному из своих сыновей, лишив этого права законного наследника престола, царевича Георгия — сына царя от второго брака. Это стало главной целью участия Дареджан в политике государства. В последние годы жизни Ираклия II она приобрела на царя большое влияние. В 1791 году Дареджан убедила мужа отменить принцип первородства в пользу братского наследования, по которому, после смерти Ираклия II его наследником становился старший сын — царевич Георгий, но после смерти самого Георгия трон должен был перейти к следующему живому на то время сыну Ираклия II, а не к потомству пасынка Дареджан. Таким образом в линии престолонаследия сразу за Георгием встали сыновья царицы — царевичи Юлон, Вахтанг, Мириан, Александр и Фарнаваз. Однако, взойдя на трон после смерти Ираклия II в 1798 году, царь Георгий XII вернул принцип первородства, объявив его отмену покойным отцом недействительной. Последнее привело к конфликту между Георгием XII и его единокровными братьями и самой Дареджан.

### Отношение к России
Ещё одной причиной напряжённых отношений между вдовствующей царицей и её царствующим пасынком, были его отношения с Российской империей. Дареджан скептически относилась к сближению Картли-Кахети со своим северным соседом ещё со времени правления Ираклия II, особенно после того, как в 1795 году российская армия, нарушив Георгиевский трактат от 1783 года, в котором обязалась защищать Картли-Кахети от внешней угрозы, оставила царство перед лицом катастрофического вторжения из Ирана. Царица неоднократно утверждала, что отношения с Российской империи не принесли государству никакой пользы.
Дареджан и её сторонники были настроены решительно против стремления Георгия XII снова прибегнуть к протекции российского императора. В 1800 году один из сыновей вдовствующей царицы, царевич Александр, открыто выступил против единокровного брата-царя и попытался совершить переворот с помощью аварцев и иранских союзников. Отношения в царской семье окончательно пришли в упадок, когда в июле 1800 года Георгий XII поместил под домашний арест свою мачеху во дворце в Авлабари, вынудив её сыновей собрать все свои силы вокруг Тифлиса, ради освобождения из-под ареста матери.

### Ссылка и смерть
После смерти Георгия XII в декабре 1800 года российский генерал Иван Лазарев огласил приказ императора Павла I всем членам царской семьи, включая вдовствующую царицу, воздержаться от объявления себя наследниками престола. После смерти императора в марте 1801 года Дареджан обратилась к его наследнику императору Александру I с просьбой признать царевича Юлона новым царём Картли-Кахети и защитить саму вдовствующую царицу и её родственников от преследований со стороны старшего сына её покойного пасынка — царевича Давида и его сторонников. Однако российское правительство объявило о прямой аннексии Картли-Кахетинского царства, тем самым закончив тысячелетнее правление Багратионов.

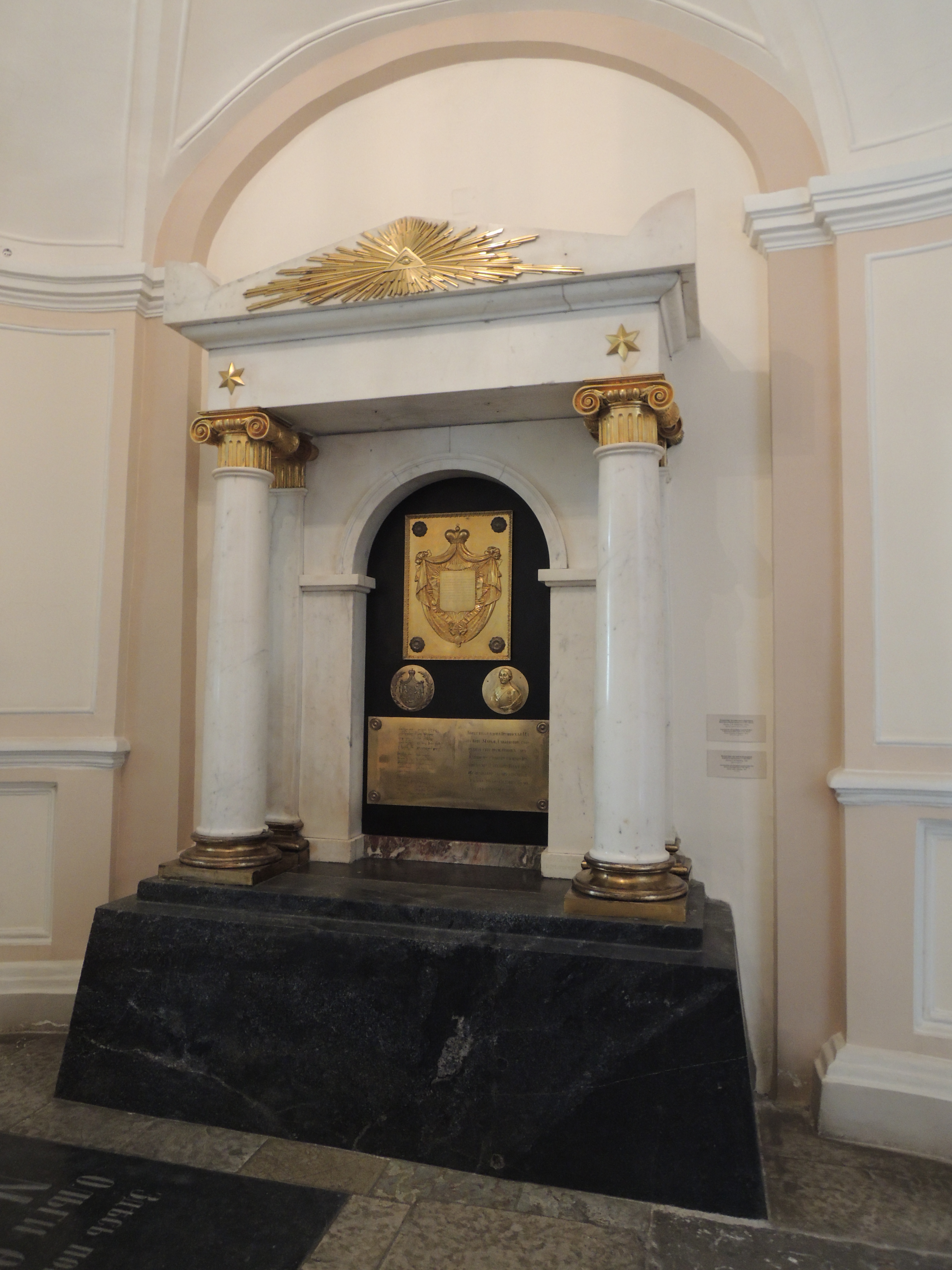
Гробница Дарьи Георгиевны, царицы грузинской в Александро-Невской лавре

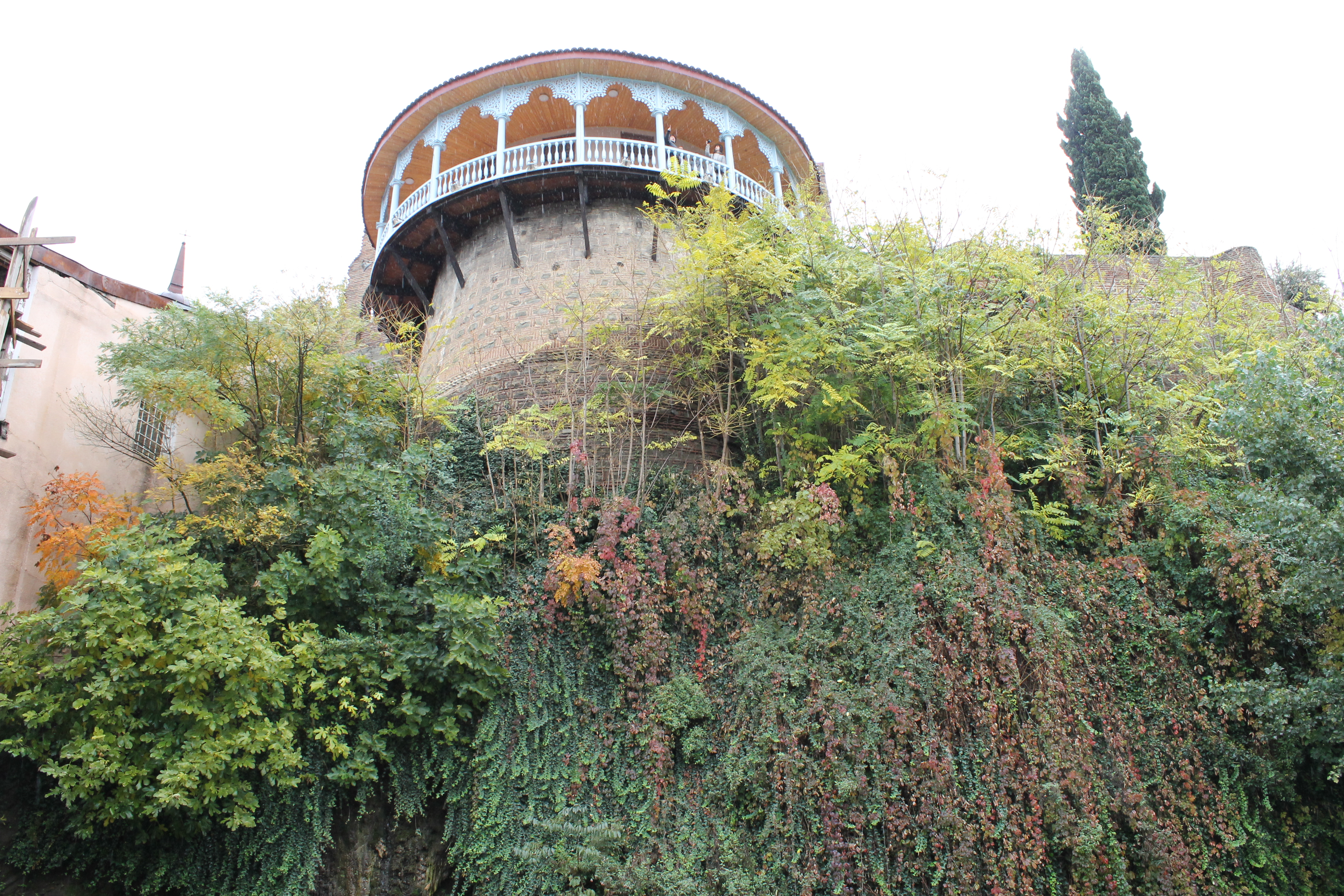
Беседка дворца царицы Дареджан «Сачино», построенного в 1776 году. Достопримечательность Тбилиси

Вдовствующая царица и её сыновья ушли в оппозицию к новому режиму. Царевичи Юлон, Александр и Фарнаваз возглавили повстанцев. Оккупационные власти внимательно следили за каждой поездкой Дареджан за пределы города. Не желая дальнейшей эскалации, 20 августа 1802 года император Александр I приказал генералу Карлу Кноррингу депортировать всех членов царской семьи из Картли-Кахети на территорию Российской империи. Государственный совет подтвердил это решение и дал указание «принять все меры по перевозу царицы Дареджан и других членов царской фамилии в Россию, потому что их присутствие в Грузии всегда будет причиной и следствием (для развития) сил, враждебных русской гегемонии». Отношения Дареджан с Кноррингом были особенно напряжёнными. Однажды генерал рассердил царицу, надев шляпу и пальто у её дома и прервав полуденную аудиенцию со словами, что пришло время для его водки.
Операция по депортации должна была быть выполнена преемником Кнорринга, генералом Павлом Цициановым, грузином по происхождению. Чтобы избежать ссылки, Дареджан сказалась больной. Цицианов ответил, что никакая причина не отложит её отъезд. Царицу также обвинили в «предательской» переписке со врагами Российской империи и удалении почитаемой иконы Анчийского Спаса из церкви в Тифлисе. 25 октября 1803 года команда российских солдат вывезла Дареджан из поместья внука царицы в Мухрани и сопроводила в Россию.
Во время ссылки к Дареджан обращались как к царице Дарье Георгиевне. Ей позволили поселиться в Санкт-Петербурге, где она жила в арендованном доме при приходе церкви Святых Симона и Анны. Позднее, больной Дареджан было разрешено иметь домашнюю церковь, которую освятили 22 июля 1804 года и закрыли после смерти царицы 8 ноября 1807 года. Дареджан, вдовствующая царица грузинская и дама Большого креста ордена святой Екатерины была похоронена в Александро-Невской лавре.